# والی وست
 والی وست  به انگلیسی:Wally West  یک شخصیت ابرقهرمانی تخیلی منتشر شده توسط کتاب‌های دی‌سی کامیکس است. وی سومین فلش و اولین بچه فلش است. او برای اولین بار به عنوان کید فلش در شمارهٔ ۱۱۰ مجموعه فلش (دسامبر ۱۹۵۹) معرفی شد.
در فصل دوم مجموعه تلویزیونی فلش، کینان لانسدیل نقش والی وست/فلش را ایفا می‌کند.

## بچه فلش
والاس روودولف وست یا والی وست توسط جان بروم و کارانی اینفانتیو ایجاد شده و در The Flash # 110 (1959) معرفی شده است. این شخصیت برادرزاده دختر دوست داشتنی شخصیت فلش و همسرش، آریس وست بود . در طی بازدید از آزمایشگاه پلیس مرکزی شهر که بری آلن کار می کرد، حادثه فجیع که آلن قدرت خود را از آن گرفته بود به خود تکرار کرد، حمام والی در مواد شیمیایی به اتهام الکتریکی. در حال حاضر دارای قدرت های مشابه با فلش، وست یک نسخه کوچکتر از لباس فلوری بری آلن را تأیید کرد و به عنوان یک کودک جنگجوی جوان یا کید فلش شروع به کار کرد . والی روابط تنگاتنگی با والدین خود داشت و اغلب برای عمه مورد علاقه اش برای حمایت و راهنمایی اخلاقی به نظر می رسید. او همچنین به عنوان یک ابرقهرمان تنها در زادگاهش، آبی دره ، نبراسکا عمل کرد ، زمانی که با فلش کار نمی کرد.
این لباس بعداً تغییر یافت (در The Flash # 135 (1963)) که باعث می شود وی ویگرایی بیشتری داشته باشد. قرمز اصلی با یک لباس بود که به‌طور عمده زرد با شلوار جین قرمز، دستکش و نشانگر رعد و برق بود. قطعه گوش در ابتدا زرد باقی مانده بود، اما در موارد بعد از آن قرمز شد.
علاوه بر حضور خود را در درون فلش عنوان، شخصیت یکی از اعضای مؤسس به تازگی ایجاد شده بود تیتان نوجوان ، جایی که او با دوست شد دیک گریسون ، پس از آن به عنوان رابین شناخته شده است، بعد به عنوان نایت وینگ شناخته شده . بعدها، Wally یک بیماری مرموز را که بر تمام سیستم بدن خود متمرکز بود، متهم کرد. هرچه بیشتر از توانایی های سرعت خود استفاده می کرد، سریع تر بدنش خراب می شد. این می تواند توسط یکی از دو چیز سبب شده است، والی یک پسر بود که مواد شیمیایی برق بدن خود را، که هنوز در حال توسعه بود و بلوغ (به عنوان بری آلن مخالف، که در حال حاضر یک فرد بزرگسال بود که حادثه اش رخ داده است) تغییر داد و یا وقتی که او بود در طول زمان خود با تیتان نوجوان با یک سلاح برخورد کرد. به همین ترتیب، به عنوان بدن بالغ شد، شیمی بدن تغییر یافته خود را به آرامی او را به قتل رساند.